# Geosinclinale
Per geosinclinale si intendeva, prima dell'affermazione della teoria della tettonica delle placche, un'area della crosta terrestre, solitamente parte del fondo marino, con attiva ed elevata subsidenza, entro la quale si accumulano grandi quantità di sedimenti e rocce vulcaniche. Le geosinclinali spesso (ma non sempre) hanno forma allungata. La successiva deformazione di un'area geosinclinalica avrebbe dato origine alle catene montuose nel processo orogenetico. Le aree attribuite alle geosinclinali si trovano entro le zone di compressione (che, secondo questa teoria, sono date dalla compressione del magma).
Il termine fu introdotto per la prima volta da James Dwight Dana nel 1873 e ulteriormente sviluppato da Gustave-Émile Haug nel 1900, l'ultimo suo teorico fu il geologo francese J. Aubouin.
La teoria della "geosinclinale" rappresenta la teoria scientifica precedente alla teoria della tettonica a placche, utilizzata per spiegare le dinamiche della crosta terrestre. Nonostante suddetta teoria sia ormai considerata obsoleta, la sua terminologia è in parte sopravvissuta (interpretata in modo diverso).
Ad esempio, l'Italia veniva interpretata come una doppia geosinclinale, o meglio come una geoanticlinale.